# Forăști
Forăști es una comuna ubicada en el distrito de Suceava, Rumania.

## Superficie
Posee una superficie de 65,53 kilómetros cuadrados.

## Demografía
Hasta 2021 la población era de 3973 habitantes, con una densidad de población de 60,63 habitantes por kilómetro cuadrado.